# Węzeł babski

Węzeł babski

Węzeł babski – nieprawidłowo zawiązany węzeł prosty.
Węzeł babski jest niepewny w pracy, ma tendencje do samoczynnego rozwiązywania się. Ma tylko ok. 40% wytrzymałości węzła prostego.